# Отрадное (парк)
Парк «Отрадное» (сквер «Отрадное», до 1991 — сквер имени Кирова) — парк в районе Отрадное города Москвы. Располагается вдоль улиц Санникова и Хачатуряна.

## История
На месте современного парка изначально располагались яблоневые сады совхоза сельскохозяйственной академии имени К.А. Тимирязева в деревне Отрадное (вошла в состав Москвы в 1960 году). Парк был обустроен в 1980-е годы во время массовой жилой застройки района. До 1991 года он назывался сквером имени Кирова – в центральной части зелёной зоны стоял памятный бюст в честь революционера, который впоследствии снесли. В 2018 году в парке прошло благоустройство по программе «Мой район».

## Инфраструктура
Вдоль главной аллеи парка высажены цветники и размещены стенды с информацией об известных людях, в честь которых названы улицы Отрадного.
На территории обустроена большая детская зона с тремя тематическими площадками. На первой площадке разместили лазательные игровые комплексы и качели-гнезда. Вторая площадка выполнена в тематике авиации – здесь находятся игровой комплекс в виде здания аэропорта, качели и горки в виде самолетов и вертолетов. Третья площадка посвящена космосу – горки, песочницы и качалки на ней имитируют ракеты, спутники и луноходы.
Для занятия спортом в парке есть баскетбольная и волейбольная площадки, поле для игры в мини-футбол, зона с тренажерами и столами для настольного тенниса с навесами от непогоды и зона с турниками. Для райдеров в парке размещен памп-трек площадью 390 кв. м. Один из треков длиной 52 метра имеет четыре поворота и выполнен в форме сердца, а второй представляет собой мини-рампу для тренировки новичков.
В северной части зоны отдыха располагается сцена для выступлений с танцполом, выполненным из черной и белой плитки в виде клавиш пианино.

Для тихого досуга в центральной части зеленой зоны есть беседка и платформа с шезлонгами.  

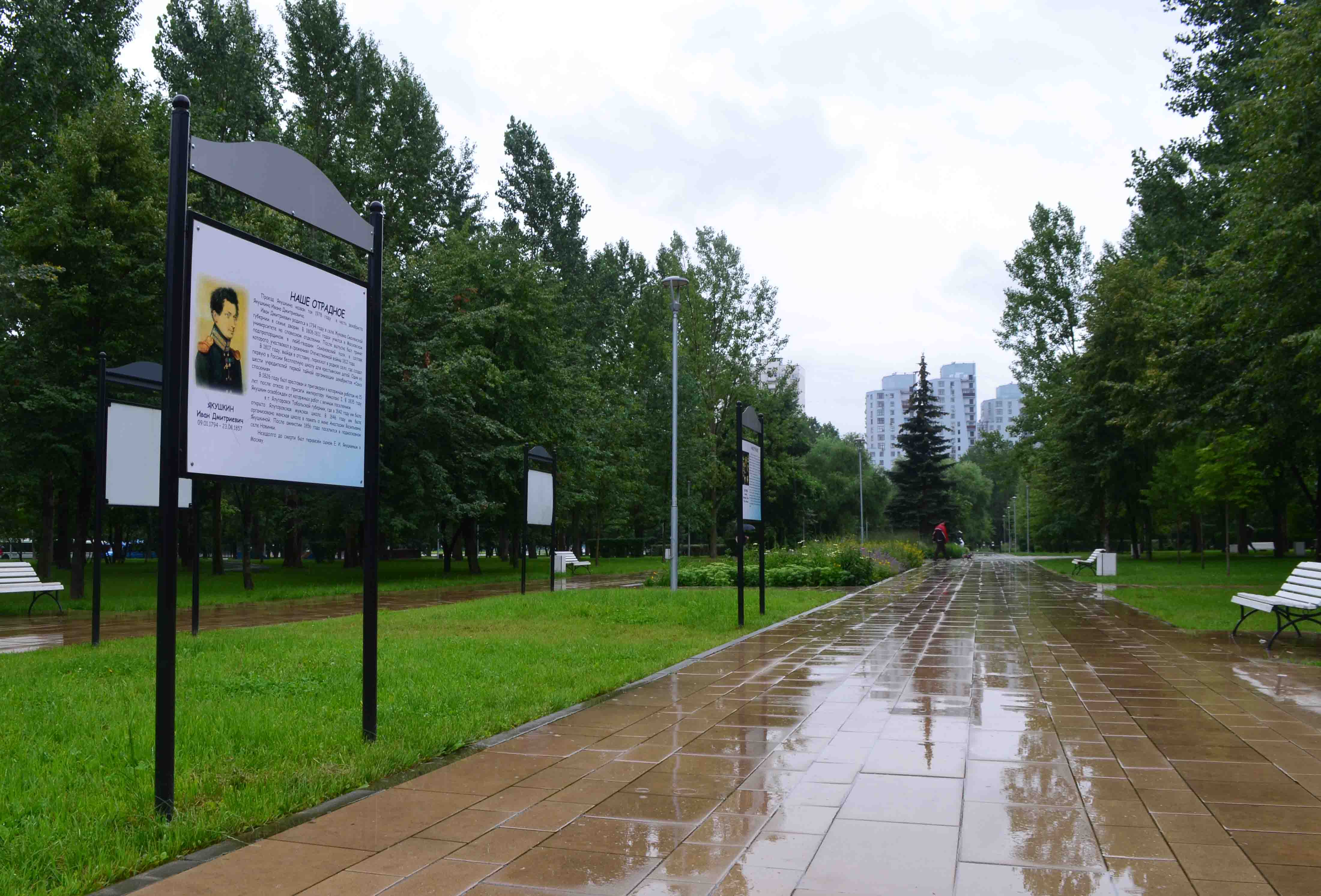
Центральная аллея
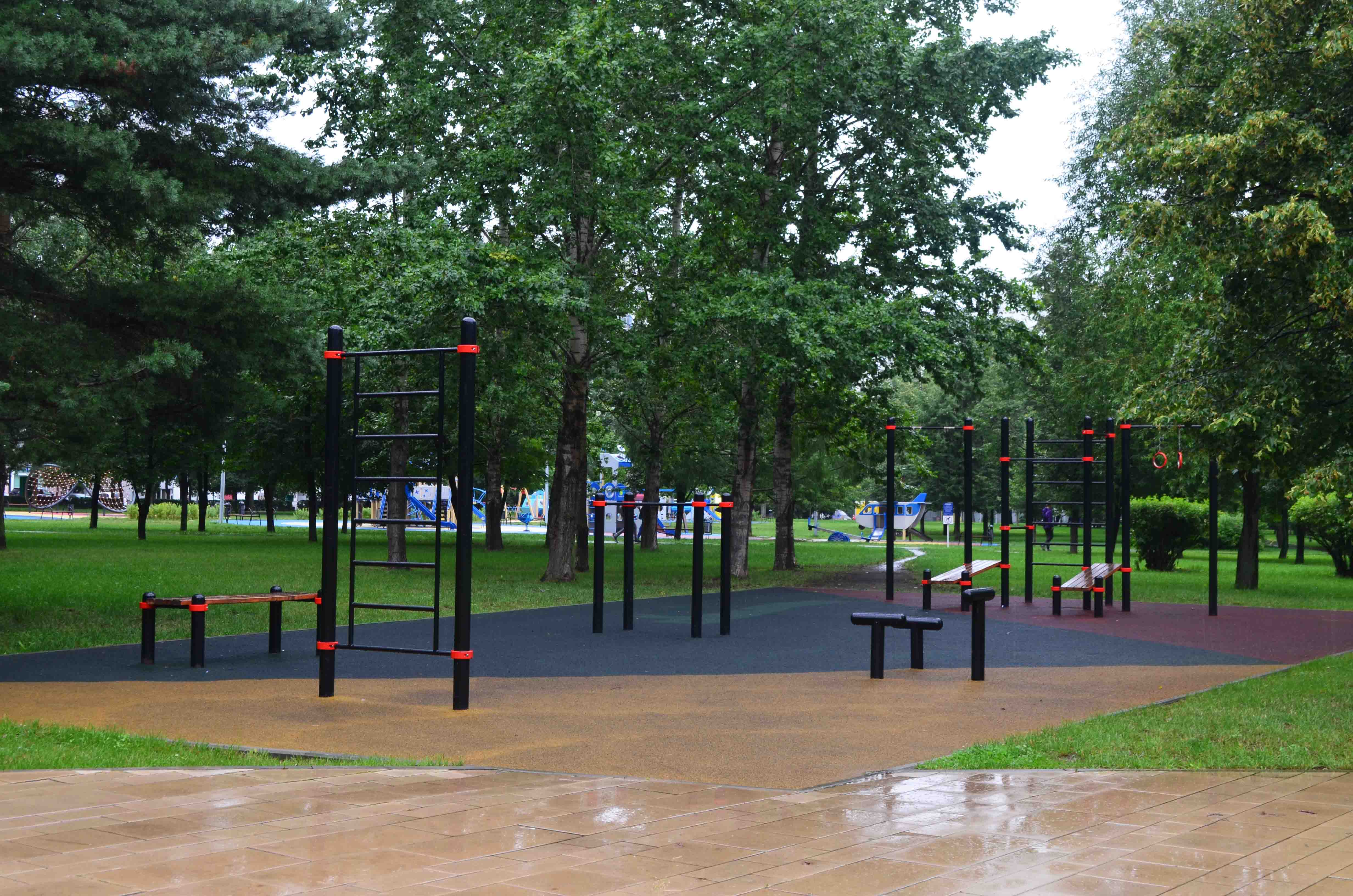
Воркаут
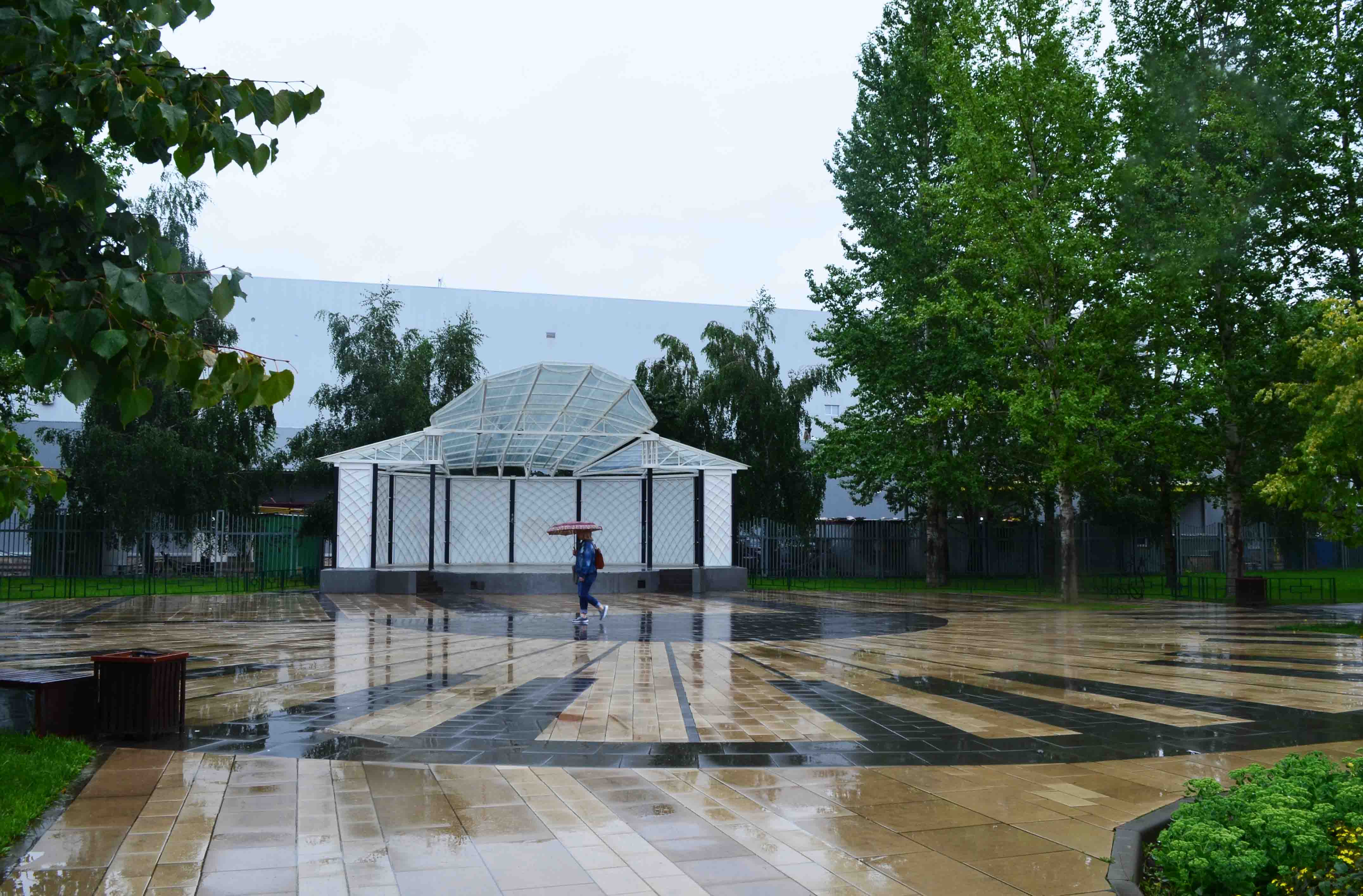
Сцена и танцпол
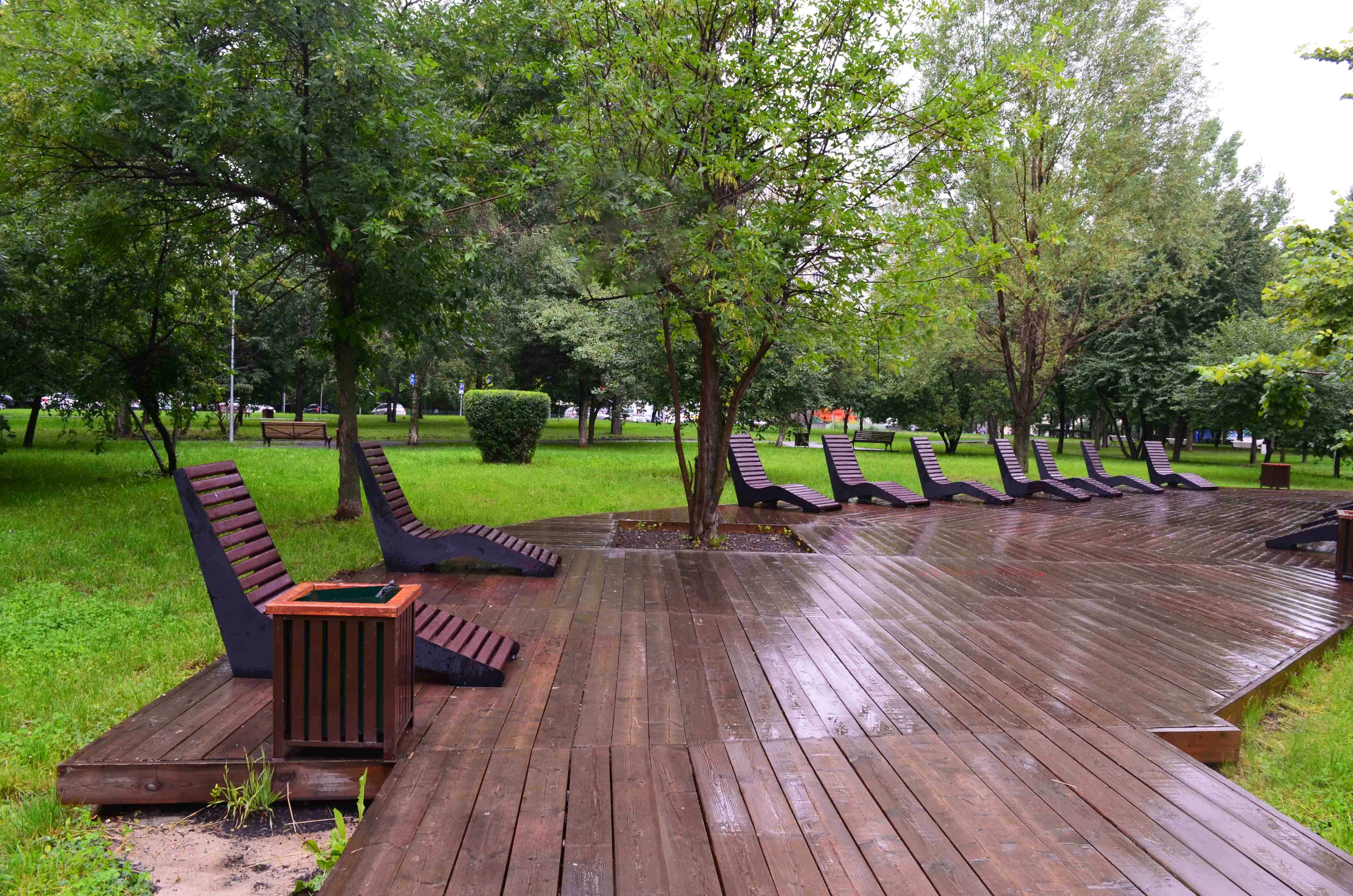
Шезлонги
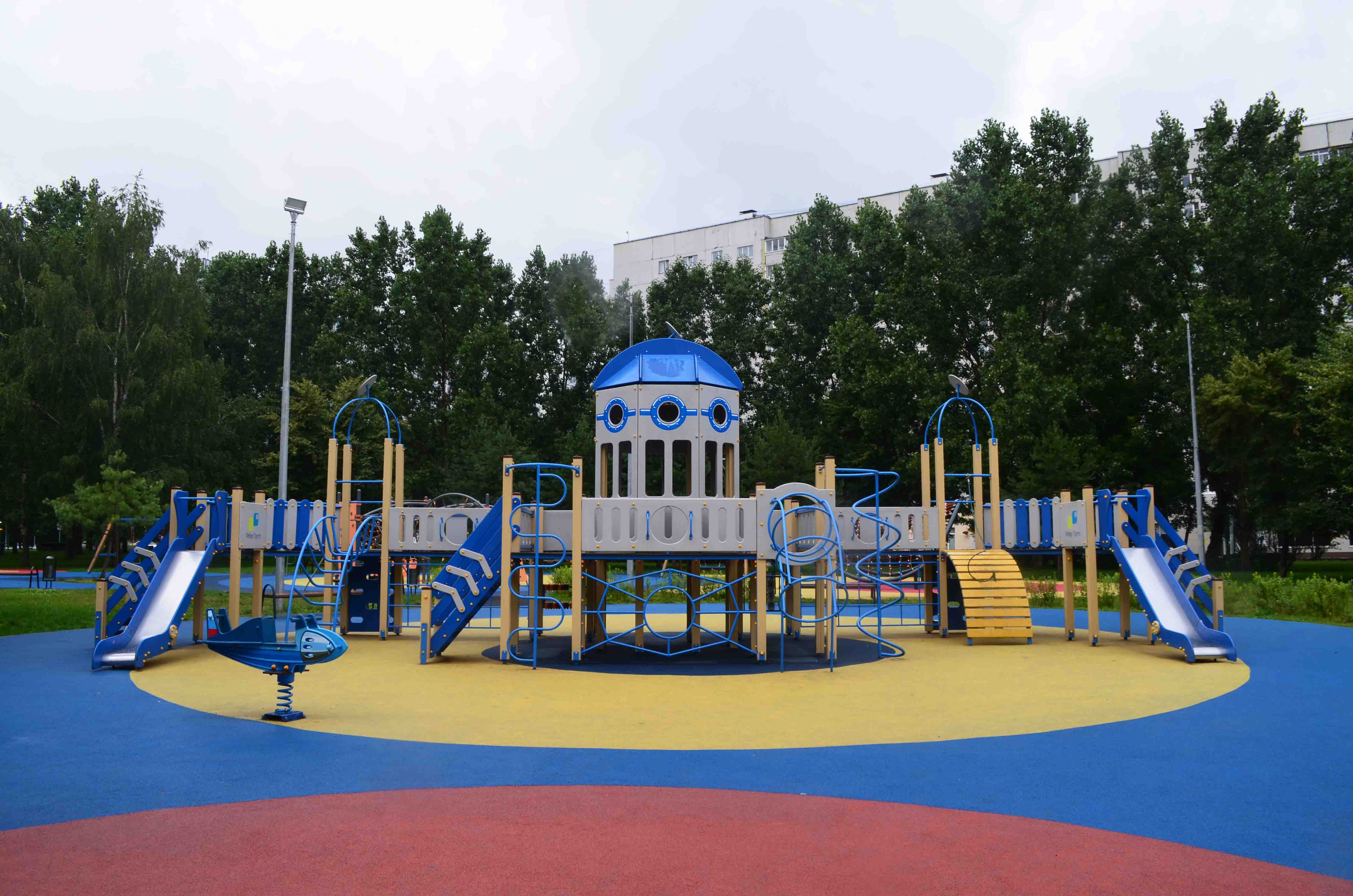
Детская площадка в виде здания аэропорта
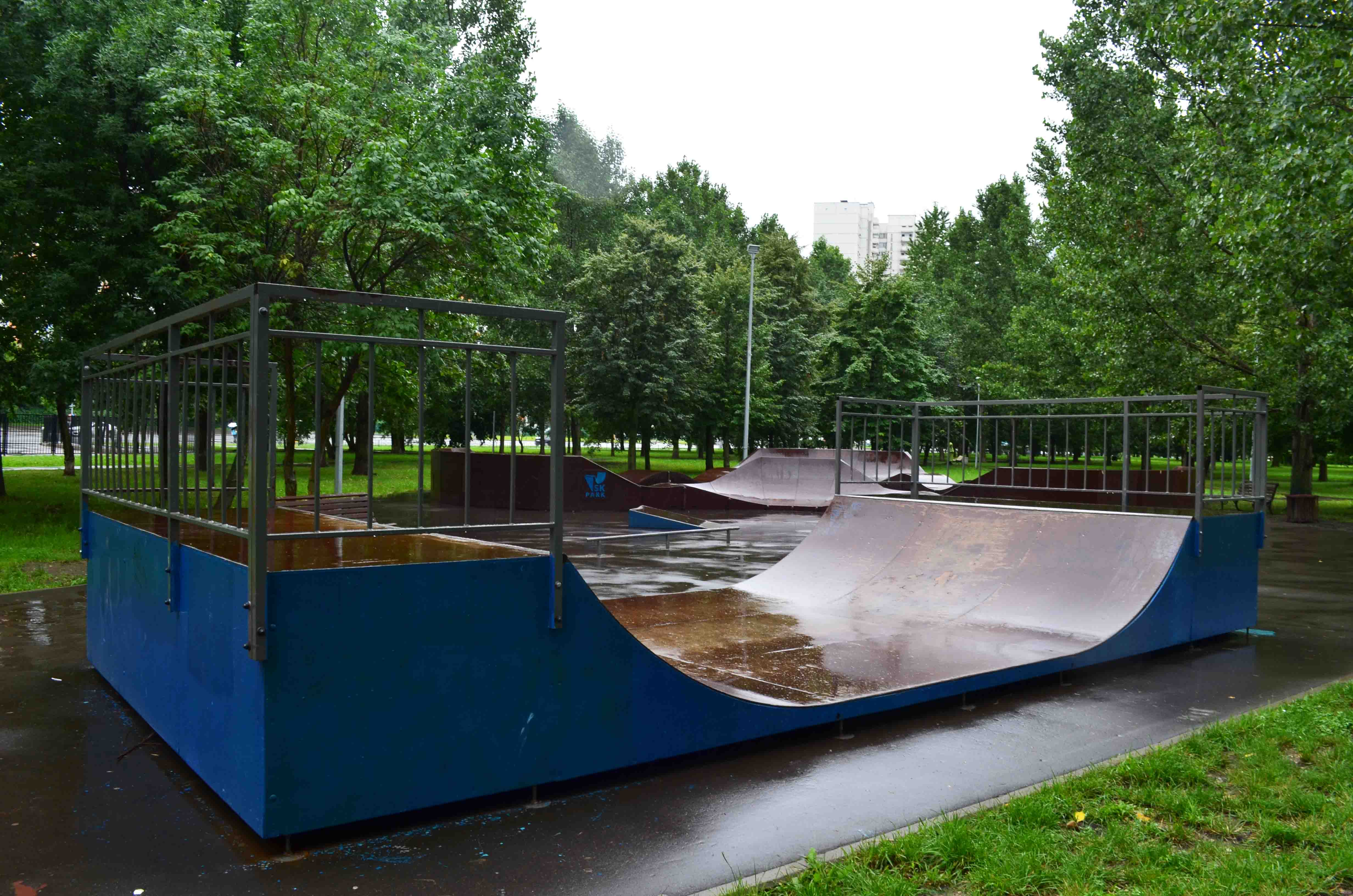
Памп-трек
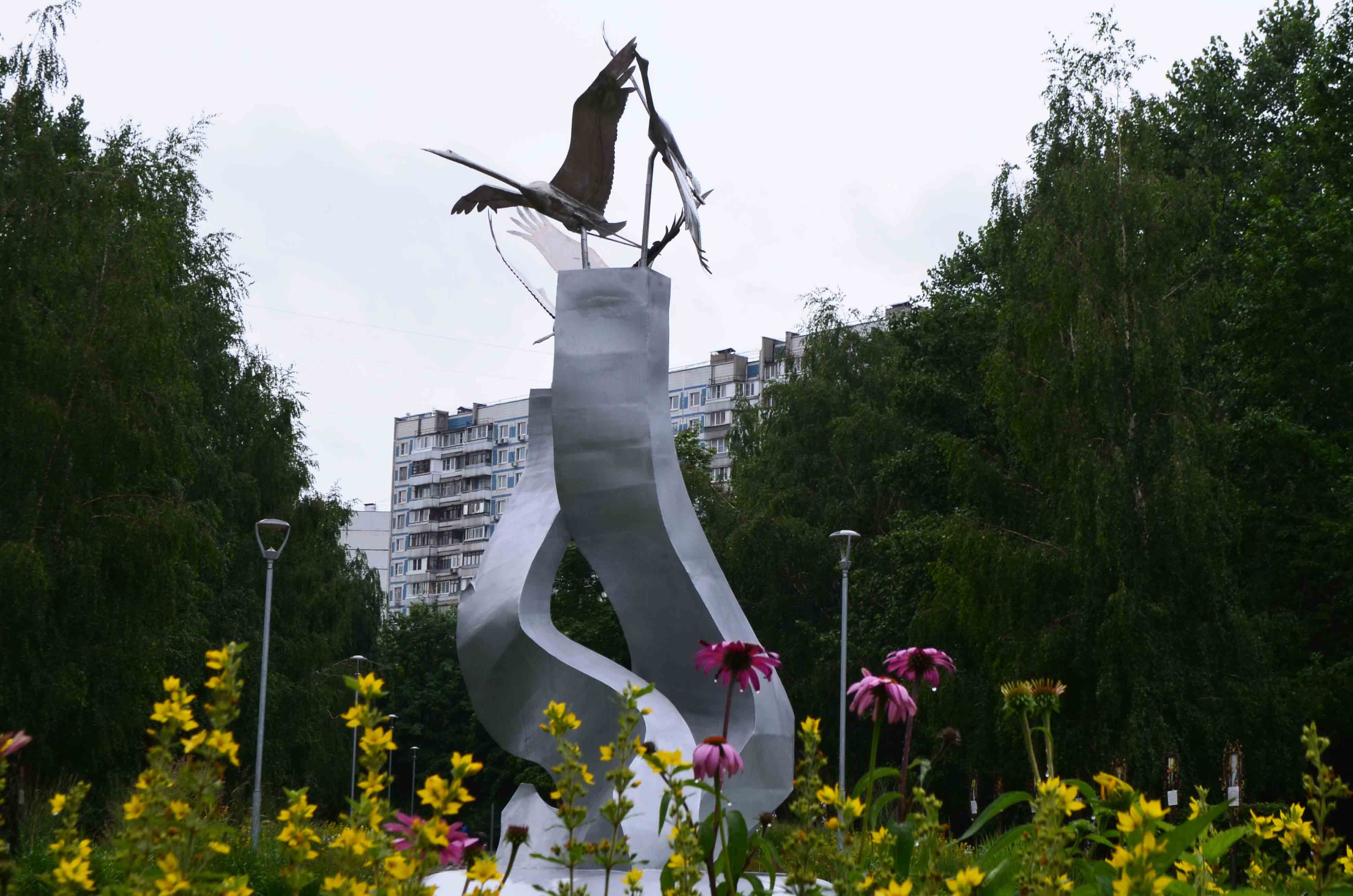
Стела «Журавли нашей памяти»

## Достопримечательности

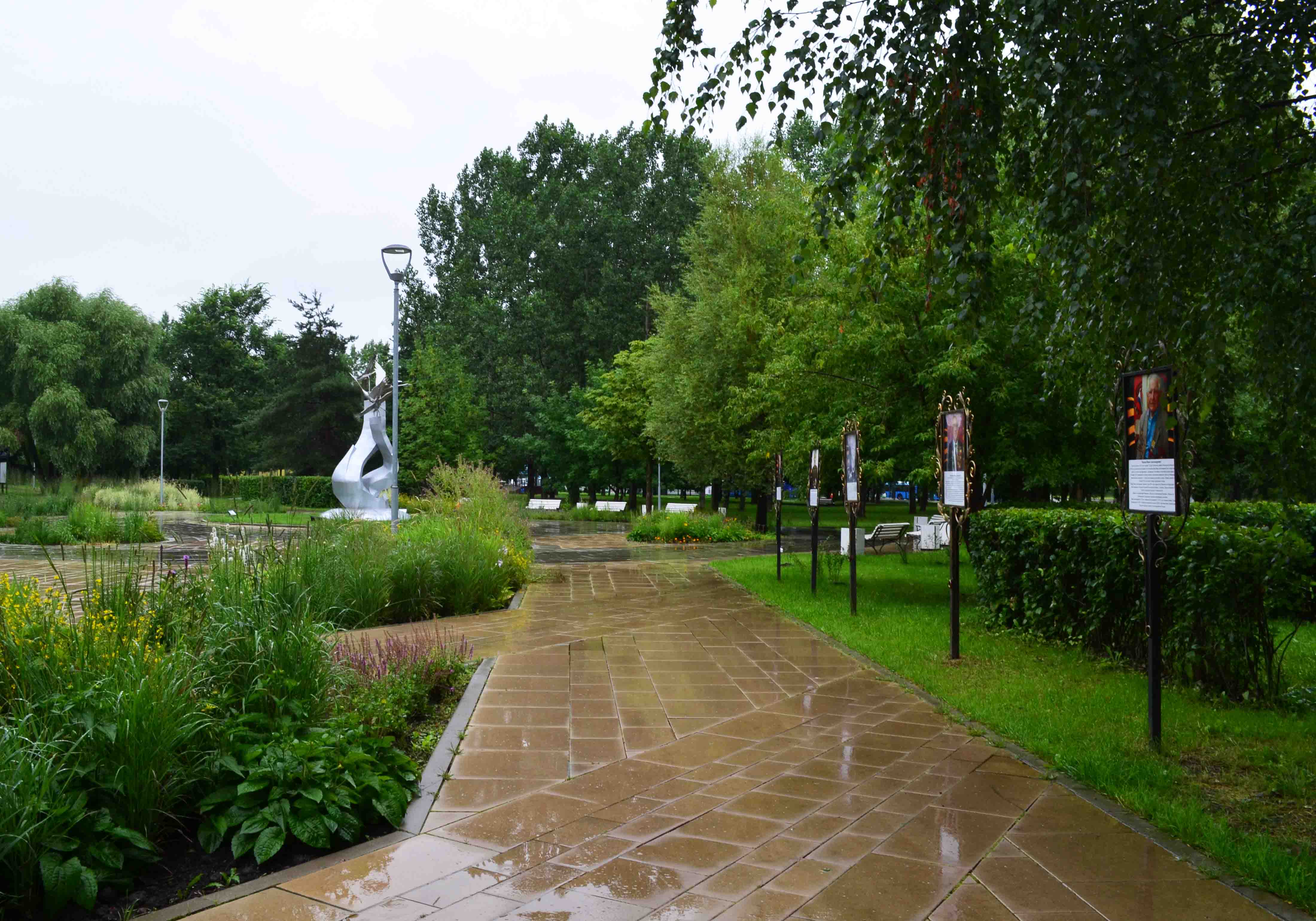
Аллея славы

В южной части парка находится Аллея славы, где установлены стенды с портретами ветеранов войны и труда Отрадного. В центре аллеи в 2018 году установили скульптурную композицию в честь героев района, павших в вооруженных конфликтах, – памятную стелу «Журавли нашей памяти». Идея памятника была навеяна песней композитора Яна Френкеля на стихи поэта Расула Гамзатова из фильма «Летят журавли».

## Фестивальная площадка в индийском стиле
В 2021 году в юго-восточной части парка, вдоль улицы Хачатуряна, построили фестивальную площадку проекта «Московские сезоны», стилизованную под Индию. На территории находится круглогодичная продуктовая ярмарка, беседки, прогулочные дорожки с цветниками, скейт-парк (зимой на его месте заливают каток) с пунктом проката снаряжения, карусель с фигурами лошадей, тигров, львов и слонов, а также эстрада – сцена с танцполом. Сооружения площадки украшены традиционными индийскими орнаментами. Установлено три скульптуры — две статуи воинов-раджпутов и статуя индуистского божества Ганеши.

В праздничные дни здесь планируют проводить фестивали и концерты «Московских сезонов». В остальное время площадка работает как прогулочная и досуговая зона. 

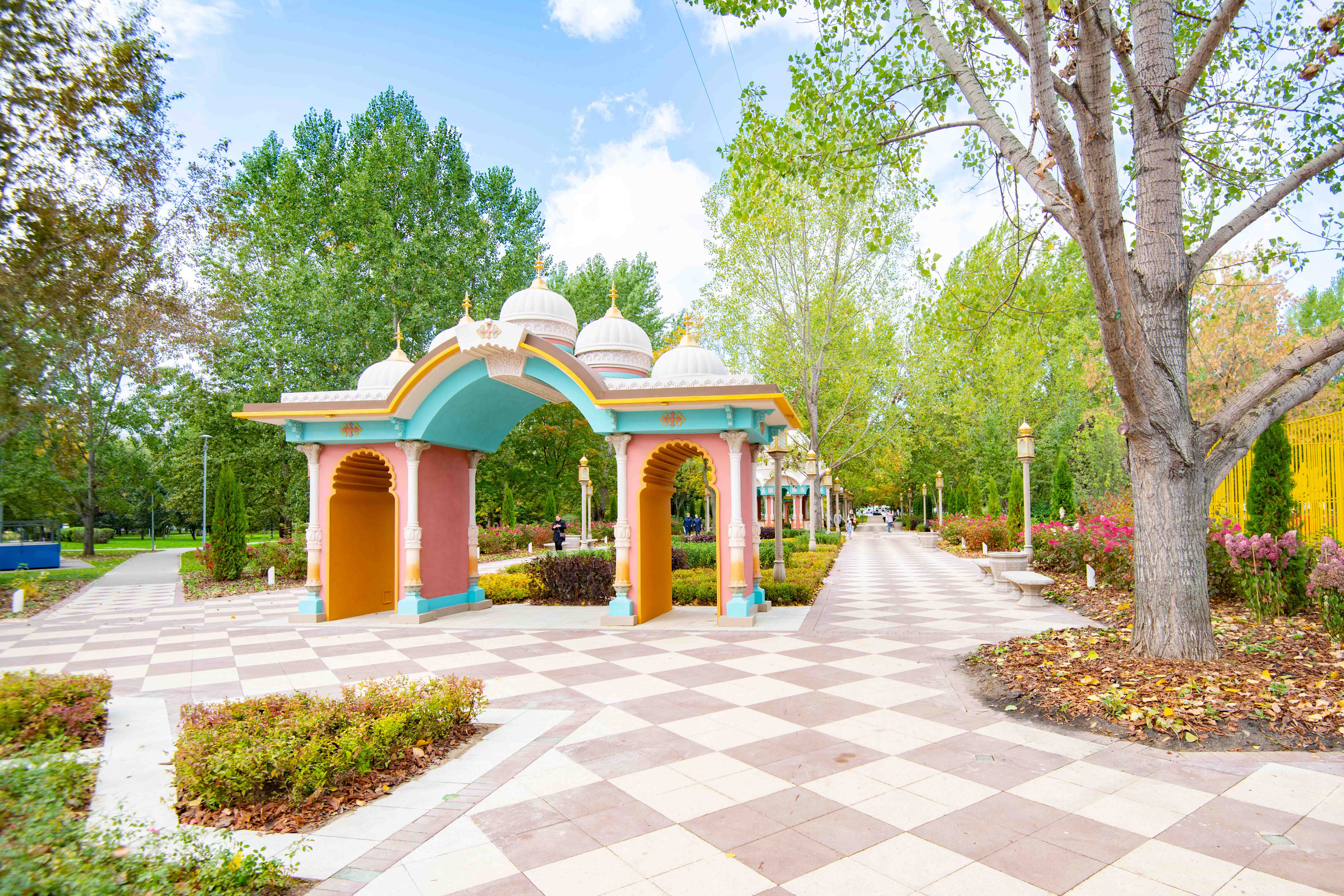
Сады
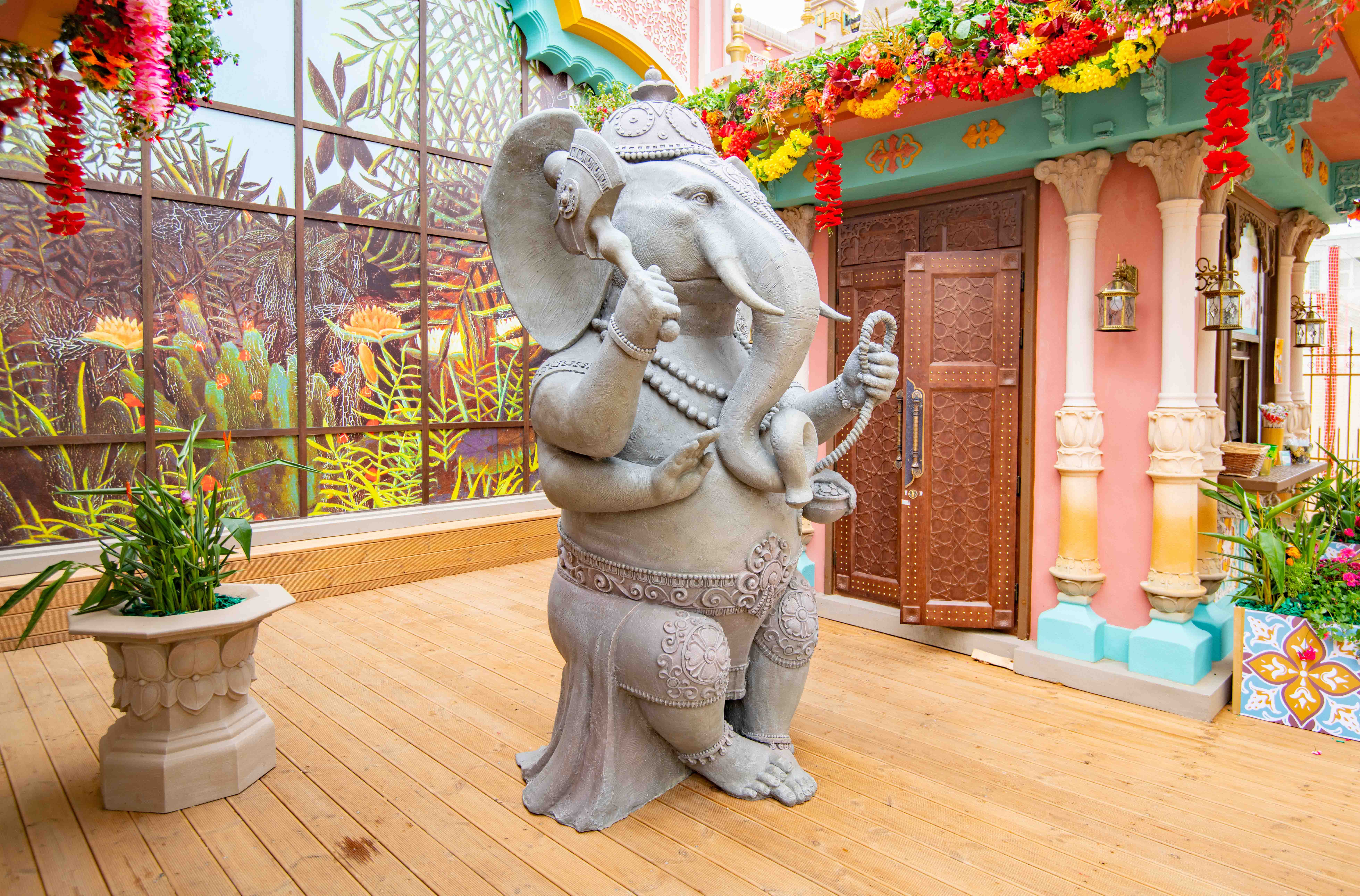
Статуя Ганеши
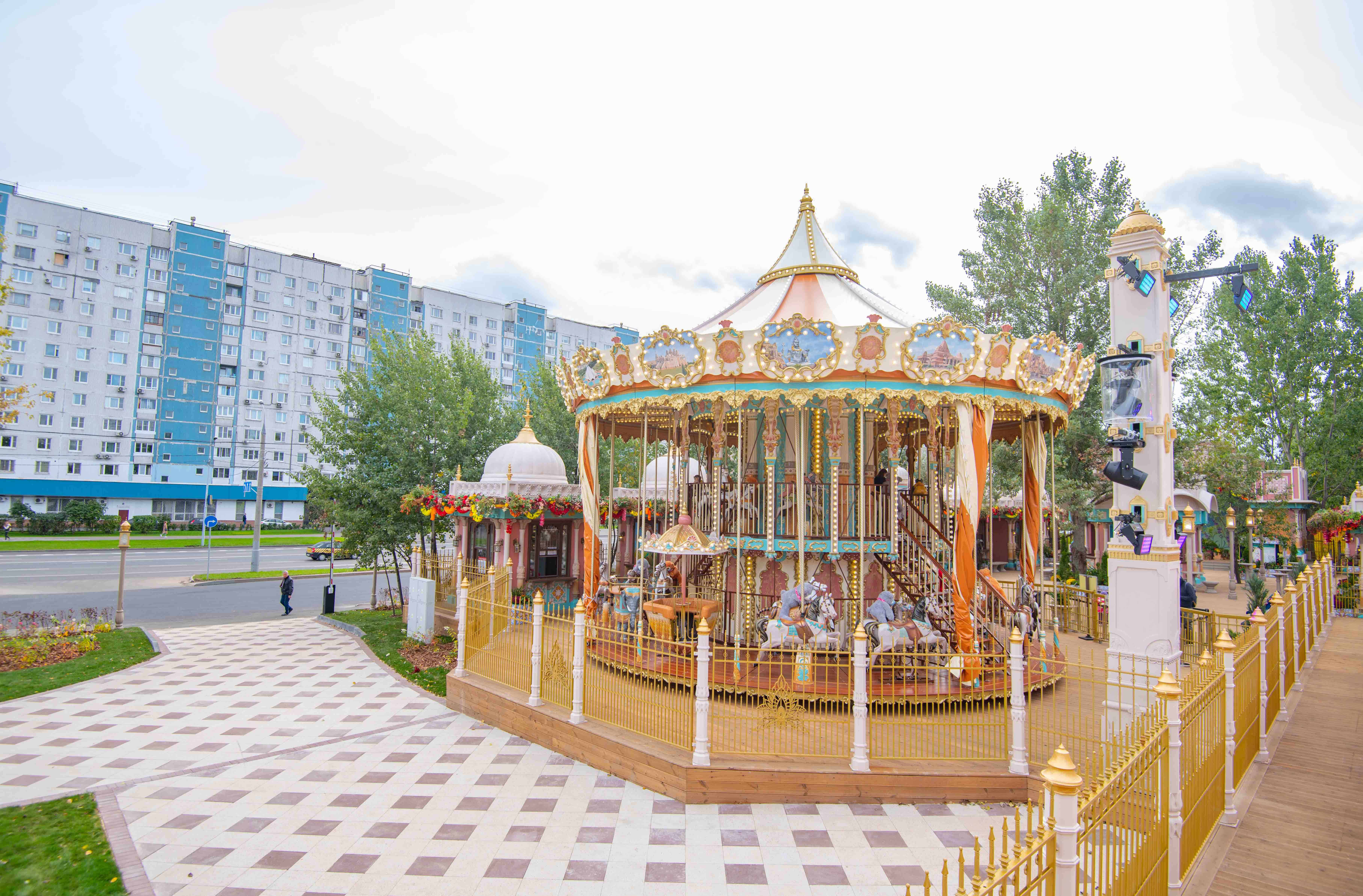
Карусель
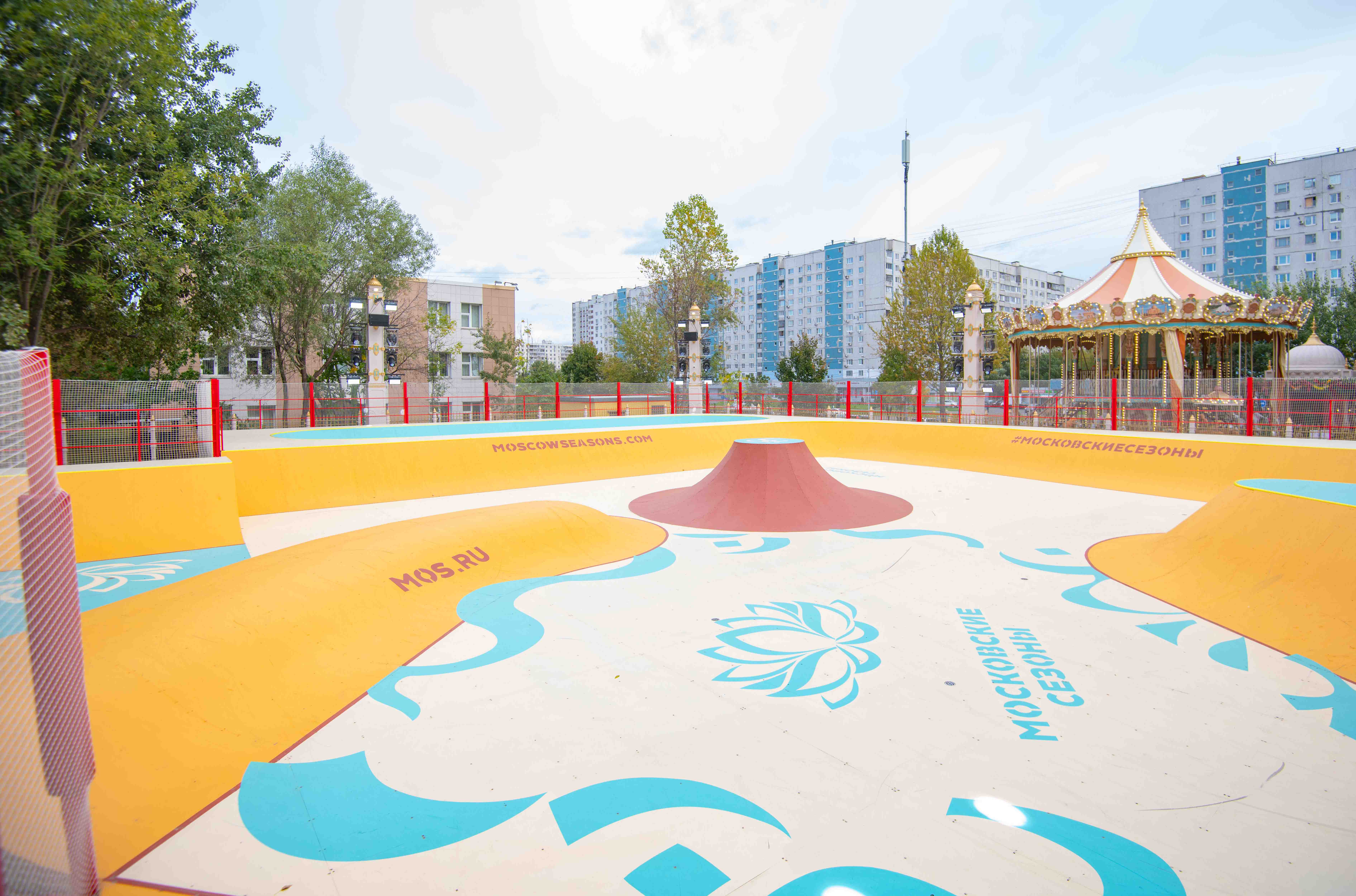
Скейт-парк
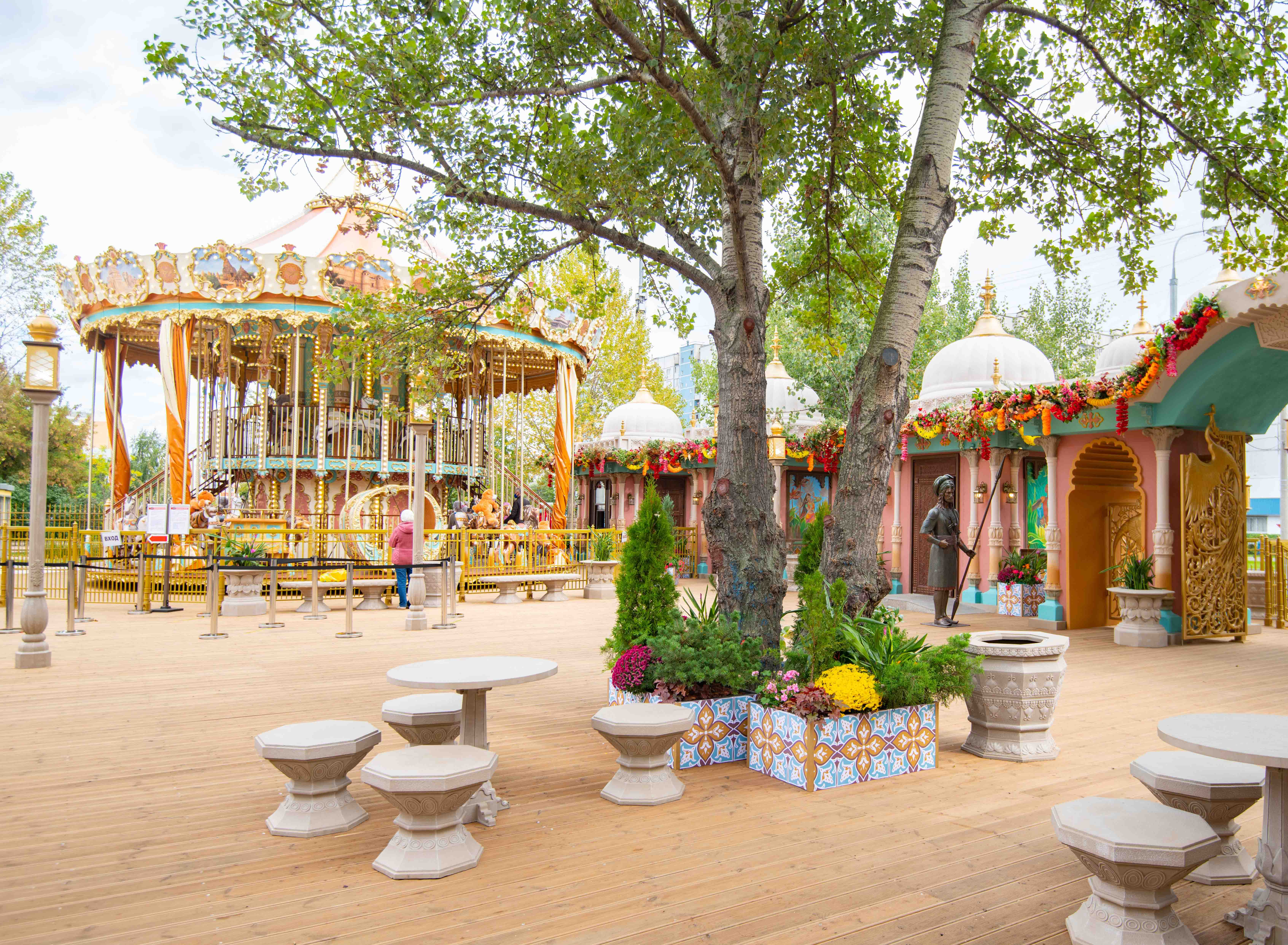
Прогулочное пространство

### Протесты против строительства
Строительство сопровождалось противостоянием местного населения и строителей. Жители были недовольны вырубкой деревьев и планировавшимся строительством катка, сцены, торгового павильона и прочих объектов на месте зелёной зоны. Формально под строительство был выделен участок, не являющийся частью парка, ранее там планировалось построить «Макдоналдс», однако фактически это была зелёная зона с пешеходными дорожками и спортивными площадками (частично строительство затронуло и зону, где осуществлялось благоустройство в 2018 году). Высказывались также опасения, что в будущем назначение земельного участка будет изменено под строительство ещё более капитальных объектов.